# J.M.K.E.
J.M.K.E. est un groupe de punk rock estonien.
Le groupe se fait connaître avec la chanson Tere Perestroika (Bonjour Perestroïka) sorti en 1987. Son premier album Külmale maale sort en 1989.

## Discographie

### Albums
- Külmale maale (1989)
- Gringode Kultuur (1993)
- Sputniks In Pectopah (1994)
- Rumal nali 1986-1989 (1996)
- Jäneste invasioon (1996)
- Totally Estoned - The Best Of J.M.K.E (1997)
- Õhtumaa viimased tunnid (2000)
- Ainult planeet (2002)
- Mälestusi Eesti NSV-st (2006)
- Jasonit ei huvita (2011)